# Karl Schücker
Karl Schücker (27. prosince 1836 Plzeň – 15. prosince 1917 Liberec) byl rakousko-uherský, respektive předlitavský politik německé národnosti z Čech, dlouholetý poslanec Českého zemského sněmu a jedna z hlavních osobností Německé lidové strany.

## Biografie
Byl bratrem politika Zdenko Schückera. Vystudoval gymnázium v Žatci a Praze. Pak absolvoval Karlo-Ferdinandovu univerzitu v Praze, kde roku 1859 (podle jiného zdroje roku 1861) získal titul doktora práv. Následně působil jako státní úředník u zemského soudu v Praze a na dalších soudech na českém venkově (Dobříš, Vodňany, Kutná Hora). Od roku 1869 pracoval jako advokát v Liberci. Angažoval se ve veřejném životě. Společně s Heinrichem Pradem byl nejvýznamnějším představitelem mladoněmeckého, německonacionálního politického proudu v Liberci. V roce 1882 spoluzakládal Německonacionální jednotu pro Liberec (Deutschnationale Verein für Reichenberg). V letech 1872–1875 byl členem městské samosprávy, roku 1885 se stal místostarostou a roku 1886 i starostou Liberce. Ve funkci se zasadil o plánování výstavby nové radnice a o reformu městské policie po pruském vzoru. V říjnu 1892 byl jeho mandát ukončen rozhodnutím místodržitelství, po sporech ohledně obecních protičeských jazykových nařízení a státní správa nařídila v Liberci nové volby. V letech 1894–1897 byl členem obecní rady a od roku 1896 vykonával funkci právního zástupce města Liberec. Je vyobrazen na reliéfu na liberecké radnici, mezi portréty osob, které se zasloužily o její výstavbu.
Od roku 1886 zasedal jako poslanec Českého zemského sněmu jako zástupce městské kurie v Liberci. Patřil do klubu Německé nacionální strany, od které se spolu s dalšími politiky roku 1895 oddělil a utvořil Německou lidovou stranu, v níž působil jako její místopředseda. V zemských volbách roku 1895 mandát v zemském sněmu obhájil.
Odmítal státoprávní a autonomistické aspirace neněmeckých etnik a vystupoval proti Badeniho jazykovým nařízením, která zvyšovala oficiální úřední status češtiny. Podílel se jako vyjednávač na mnoha pokusech o česko-německý smír v Čechách. Od založení Spolku Němců v Čechách (Bund der Deutschen in Böhmen) zastával post předsedy této organizace (od roku 1909 čestný předseda). Na přelomu let 1912 a 1913 se stáhl z politiky i profesního života. Roku 1891 mu byl udělen Řád železné koruny.